# بهاویوکا
بهاویوکا (انگلیسی: Bhāviveka; ۱ ژانویهٔ ۰۵۰۰ – ۱ ژانویهٔ ۰۵۷۸) بهکشو اهل هند بود.
بهاویوکا نویسنده مادهیاماکا هاردایا کاریکا Madhyamaka-hṛdaya-kārikā (به ژاپنی: 中観心論) به اختصار (MHK) (نظریه قلب میانه)، تفسیر آن تارکا جولا Tarkajvālā (شعله‌های استدلال- فقط به زبان تبتی حفظ شده است) به اختصار (TJ) که شهرت نویسنده به دلیل همین تفسیر است و Prajñāpradīpa (چراغی برای خرد) است.